# Operahus

Operahus i Buenos Aires

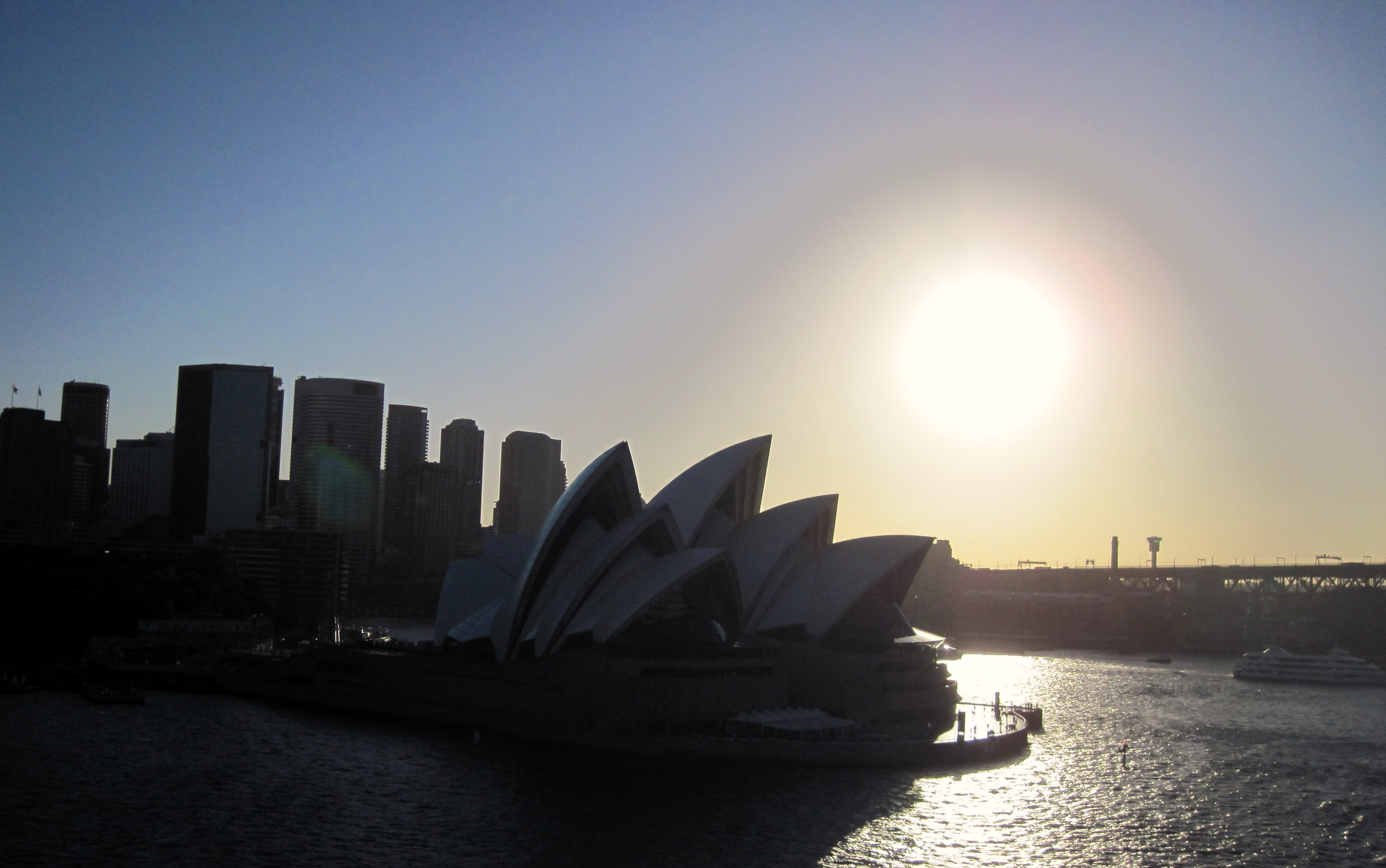
Operahuset i Sydney är, tack vare sin arkitektur, ett av världens mest kända.

Ett operahus är en byggnad som huvudsakligen används för opera- och balettföreställningar.

## Berömda operahus
- Bolsjojteatern i Moskva
- Den Norske Opera & Ballett i Oslo
- Deutsche Oper Berlin
- Festspelshuset i Bayreuth
- Göteborgsoperan
- Kungliga Operan i Stockholm
- Liceu i Barcelona
- Lincoln Center i New York (innehåller Metropolitan Opera, New York City Opera och konserthuset Avery Fisher Hall)
- Mariinskijteatern f.d. Kirovteatern i Sankt Petersburg
- Mozarteum i Salzburg
- Opéra Bastille i Paris
- Opera Garnier i Paris
- Operaen på Holmen i Köpenhamn
- Operahuset i Sydney
- Rossiniteatern i Pesaro
- Royal Opera House i Covent Garden i London
- Semperoper i Dresden
- Teatro alla Scala i Milano
- Teatro Colón i Buenos Aires
- Teatro dell'Opera i Rom (tidigare Teatro Costanzi)
- Teatro di San Carlo i Neapel
- Teatro la Fenice i Venedig
- Zürichoperan